# Тит Војник
Преподобни Тит Печерски је био најпре војник, па када у неком боју задоби рану у главу, он се повуче од света у Печерски манастир где оздрави и прими монаштво. Проводио је време у непрестаном оплакивању својих ранијих грехова. Пред смрт би извештен кроз неку небеску појаву да су му сви греси опроштени. Мошти му почивају у пештерама Теодосијевим. 
Српска православна црква слави га 27. јануара по црквеном, а 9. фебруара по грегоријанском календару.